# James Smillie (graveur)
Ne pas confondre avec son fils James David Smillie.
James Smillie, né le 23 novembre 1807 à Édimbourg et mort le 4 décembre 1885 à Poughkeepsie, est un graveur américain d'origine britannique.

## Biographie
James Smillie naît le 23 novembre 1807 à Édimbourg.

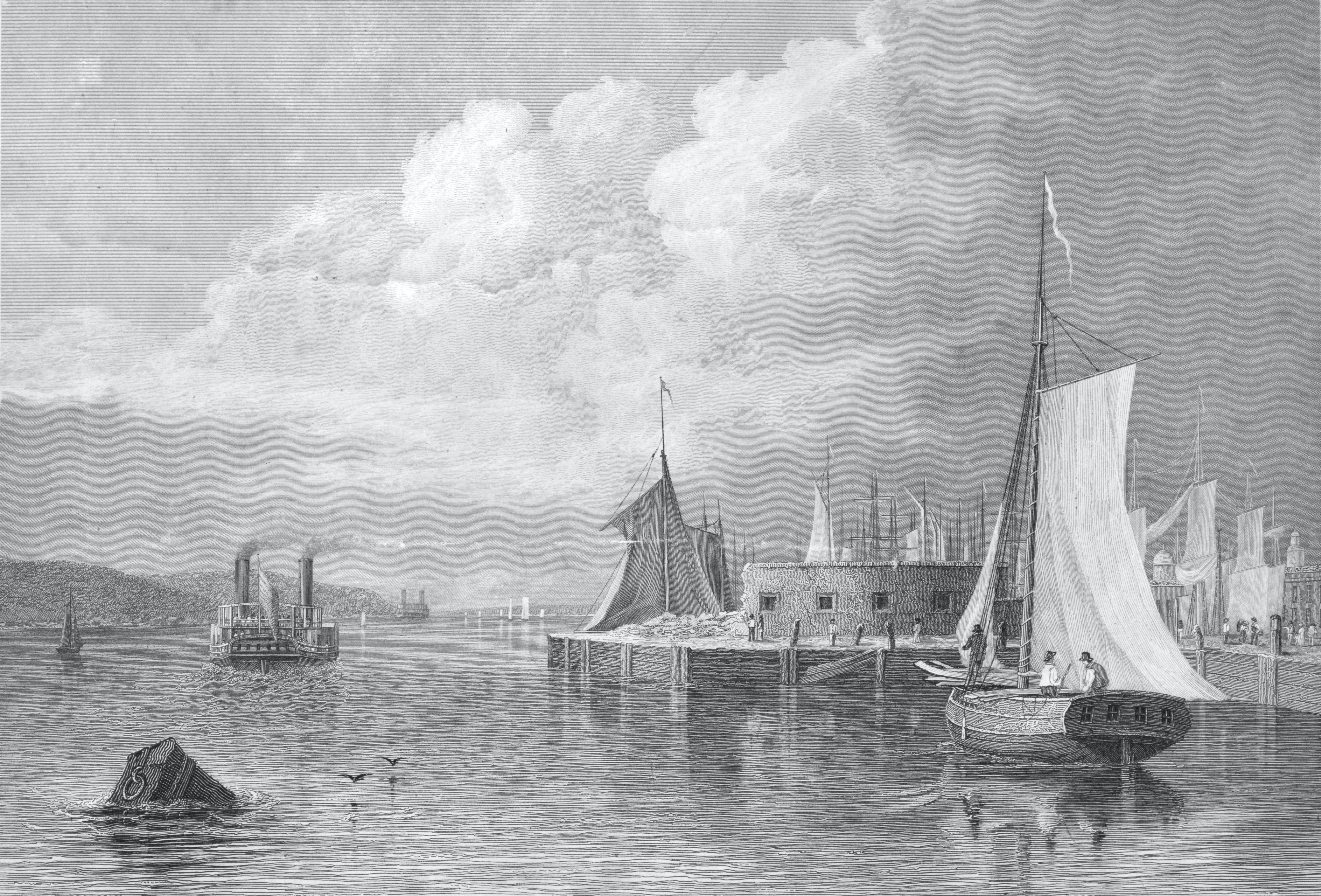
North Battery, au commencement de Hubert Street, New York, eau-forte d'après Robert Walter Weir, éditée en juillet 1833.

Apprenti chez un graveur sur métal à l'âge de 12 ans, il travaille avec Edward Mitchell pendant un certain temps et part en Amérique à l'âge de 14 ans. Il travaille d'abord comme bijoutier à Québec dans l'entreprise fondée par son père et ses frères.
James Smillie meurt le 4 décembre 1885 à Poughkeepsie (New York) aux États-Unis.